# Husinec (district de Prachatice)
Pour les articles homonymes, voir Husinec.
Husinec (en allemand : Hussinetz) est une ville du district de Prachatice, dans la région de Bohême-du-Sud, en Tchéquie. Sa population s'élevait à 1 414 habitants en 2024.

## Géographie
Husinec se trouve sur les hauts-plateaux de Bavorov, dans la région historique de Bohême. Le village est arrosé par la rivière Blanice. En amont, celle-ci est arrêtée par le barrage de Husinec.
Husinec est située à 5 km au nord de Prachatice, à 38 km à l'ouest-nord-ouest de České Budějovice et à 119 km au sud-sud-ouest de Prague.
La commune est limitée par Chlumany au nord, par Budkov au nord-est, par Těšovice à l'est, par Prachatice au sud et par Pěčnov à l'ouest.

## Histoire
La première mention écrite du village d'Husinec remonte à 1291. En 1359, un document mentionne l'élévation de Husinec du rang de village (obce) à celui de ville (město). Husine porte alors le nom allemand de Hussenicz. Jan Hus y naît dix ans plus tard, en 1369.
Au XIVe siècle, le château de Hus Záblatí est construit (les ruines du château sont à environ trois heures de marche de Husinec). Husinec fait partie, avec un certain nombre de villages voisins, de ce domaine féodal nouvellement créé. En 1390, le château de Hus passe dans les mains de Sigmund Huller et Orlik. Après l'exécution, pour faux, de ce dernier, le château (avec celui d'Orlik) revient à son frère André Huller. Selon certaines sources, celui-ci vend le château au chevalier Nicolas de Husinec. Après une chute de cheval, le 24 décembre 1420, Nicolas de Husinec meurt. Hradek de Habart s'empare du château abandonné. Après l'incendie du 8 septembre 1441, les restes carbonisés sont démolis. En 1455, le bien est vendu par le chevalier Smilek de Lnáře à Hus Ulrich de Rosenberg. Le manoir passe ensuite dans l'héritage des Winterberg. Le 12 avril 2007, le village retrouve le statut de ville.

### Jean Hus
Husinec est le lieu de naissance de Jan Hus. Pendant longtemps, la ville d'origine de ce dernier a été l'objet de controverses, mais grâce aux écrits de Štěpán z Pálče, Jiříka Heremity a montré que c'était Husinec.

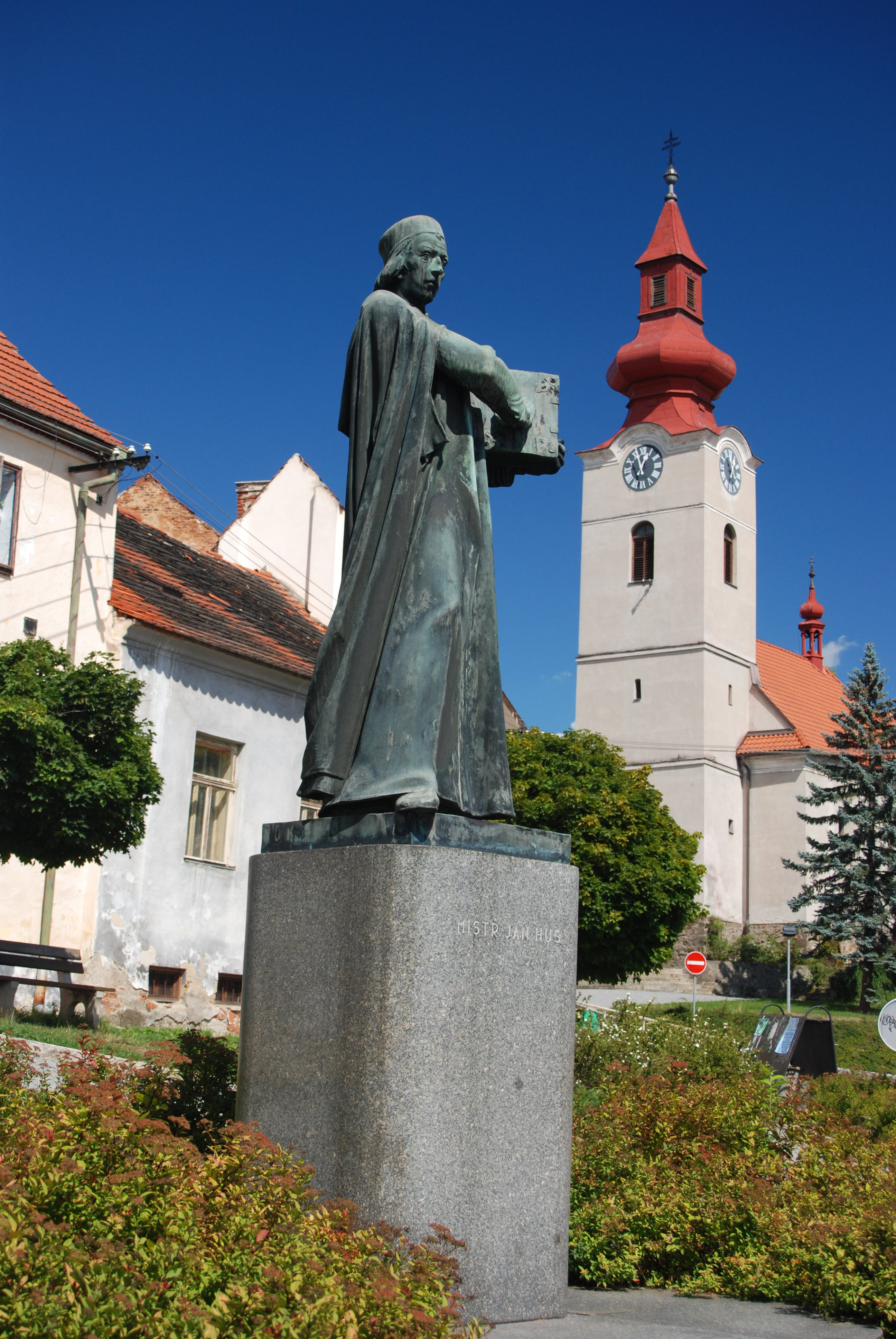
Statue de Jan Hus.

## Population
Recensements (*) ou estimations de la population de la commune dans ses limites actuelles :
| 1869* | 1880* | 1890* | 1900* | 1910* | 1921* |
| ----- | ----- | ----- | ----- | ----- | ----- |
| 1 895 | 2 073 | 2 016 | 1 856 | 1 913 | 1 677 |

| 1930* | 1950* | 1961* | 1970* | 1980* | 1991* |
| ----- | ----- | ----- | ----- | ----- | ----- |
| 1 420 | 1 166 | 1 242 | 1 332 | 1 327 | 1 253 |

| 2001* | 2014  | 2015  | 2016  | 2017  | 2018  |
| ----- | ----- | ----- | ----- | ----- | ----- |
| 1 266 | 1 411 | 1 416 | 1 425 | 1 442 | 1 436 |

| 2019  | 2020  | 2021  | 2022  | 2023  | 2024  |
| ----- | ----- | ----- | ----- | ----- | ----- |
| 1 451 | 1 452 | 1 353 | 1 412 | 1 431 | 1 414 |

## Administration
La commune se trouve dans le fuseau horaire heure normale d'Europe centrale (UTC+1). À l'heure d'hiver, il est dans le fuseau UTC+2.
Dans la Nomenclature d'unités territoriales statistiques, le village est une unité de niveau 5 (město), dont le code est CZ0315 550230. Il fait partie de l'unité de niveau 3 Région (kraj) de Bohême-du-Sud (code CZ031) et de l'unité de niveau 4 District (okres ) de Prachatice (code CZ0315). La ville de Husinec se compose de trois sections :
- Horouty
- Husinec
- Výrov

## Patrimoine
Husinec abrite la maison natale de Jan Hus, convertie en musée. D'autres constructions historiques ont valu au centre-ville d'être classé comme zone urbaine historique protégée, en 2003.
- Maison natale de Jan Hus, monument culturel historique[7]
- Maison natale et atelier de Josef Krejsa
- Hôtel de ville du XVIe siècle
- Église de l'Exaltation-de-la-Sainte-Croix
- Église Saints-Cyrille-et-Méthode
- Statue de saint Jean Népomucène
- Statue de Jan Hus
- Mairie

## Transports
Par la route, Husinec se trouve à 7 km de Prachatice, à 43 km de Ceské Budejovice et à 147 km de Prague.